# Dante Masolini
Dante Masolini (Sáenz Peña, 1º maggio 1940) è un ex cestista e allenatore di pallacanestro argentino.

## Carriera
Con l'Argentina ha disputato i Campionati mondiali del 1967 e i Giochi panamericani di Winnipeg 1967.